# Marko Putincanin
Marko Putincanin (16 de Dezembro de 1987, Sérvia) é um futebolista sérvio que joga como zagueiro atualmente pelo KS Dinamo Tiranë da Albânia .